# Израиль на «Евровидении-2001»
Израиль принимал участие в сорок шестом выпуске телевизионного конкурса Евровидение-2001, который состоялся 12 мая на стадионе Паркен в Копенгагене. Страну представлял певец Таль Сондак с песней En Davar, написанной Яйром Клингером и Шимрит Ор. По итогам голосования он занял 16-е место из 23, набрав 25 очков. Несмотря на столь скромный результат, Израиль был допущен к участию в конкурсе 2002 года, согласно действовавшему тогда правилу о квалификации стран. Поэтому En Davar стала предшественницей израильской заявки на Евровидение-2002 Light a Candle (Nadlik beyachad ner) в исполнении Шарит Хадад. Конкурс был показан IBA на канале Аруц 1 без комментариев. Ведущим, объявлявшим очки израильских телезрителей, был Йоав Гинай.

## До «Евровидения»

### Kdam Eurovision 2001
Израильская телекомпания IBA с 1973 года отвечает за организацию отбора заявки на Евровидение и последующую трансляцию конкурса. IBA на протяжении многих лет использовала как внутренний отбор, так и национальный финал под названием Kdam Eurovision. С 1998 по 2000 годы вещатель организовывал внутренний отбор для выбора артиста и песни. Однако неудача с выбранной внутри телекомпании группой PingPong привела к возвращению Kdam Eurovision. Kdam Eurovision 2001 состоялся 28 декабря 2000 года в студии Neve Ilan TV в Иерусалиме. Ведущими были Мойше и Орна Датц, представители Израиля на Евровидение-1991. Двенадцать песен прозвучало во время финала, а победитель определялся путём комбинации голосов от трёх групп: регионального жюри из трёх городов Израиля (18 %), экспертной группы (29 %) и телезрителей (53 %).
| Порядковый номер | Исполнитель               | Название песни   | Автор(ы)                                       | Жюри | Телезрители | Всего | Место |
| ---------------- | ------------------------- | ---------------- | ---------------------------------------------- | ---- | ----------- | ----- | ----- |
| 1                | Шими Рон                  | Eretz Me’usheret | Дорон Давидско, Эли Ниссман                    | 16   | 63          | 79    | 7     |
| 2                | Алон Джан                 | Dr. D.J.         | Барух Фридлянд, Игаль Перчук                   | 16   | 9           | 25    | 10    |
| 3                | Mangana                   | Corazón          | Эдит Миш                                       | 28   | 27          | 55    | 9     |
| 4                | Дафна Армони и Дрор Луках | Ad Ktze Ha’olam  | Алон Мор                                       | 25   | 0           | 25    | 10    |
| 5                | Габи Шушан                | Olam Nifla       | Мерав Сариг, Йоси Перец                        | 17   | 0           | 17    | 12    |
| 6                | Таль Сондак               | En Davar         | Яйр Клингер, Шимрит Орр                        | 65   | 108         | 173   | 1     |
| 7                | Hamsa                     | Darbuka          | Дрор Маргалит, Эяль Бухбут, Арлет Цфадиа       | 61   | 54          | 115   | 3     |
| 8                | Шарон Лави и Шахар Анкри  | Ze Karov         | Эхуд Манор, Боаз Шараби                        | 40   | 18          | 58    | 8     |
| 9                | Михаль Амдурски           | Luna             | Хана Голдберг, Михаль Амдурски, Натан Натансон | 16   | 90          | 106   | 4     |
| 10               | Сагив Коэн                | Umlala La La     | Сагив Коэн                                     | 52   | 36          | 88    | 6     |
| 11               | Цеэла Ахрак               | Yeshua           | Ицик Коэн, Эфи Шошани                          | 54   | 45          | 99    | 5     |
| 12               | Веред Говер               | Bein Hachalomot  | Ицик Йицкен                                    | 74   | 72          | 146   | 2     |

## На Евровидении
В 1997 году Европейский вещательный союз ввёл правило, согласно которому к участию в конкурсе допускались страна-победительница прошлого выпуска, страны, имевшие самый высокий балл за предыдущие пять лет и те страны, которые не участвовали в данном выпуске, но транслировали его, т. н. «пассивные участники». Средний балл Израиля составил 90,67, следовательно, страна была допущена к участию. В Копенгагене Сондак выступил под номером 5, между Норвегией и Россией. En Davar была одной из немногих песен, прозвучавших на Евровидение-2001, не содержащей тексты на английском языке. По итогам голосования Сондак занял 16-е место из 23, набрав 25 очков. Несмотря на столь скромный результат, Израиль был допущен к участию в конкурсе 2002 года, согласно действовавшему тогда правилу о квалификации стран. Большинство стран-участниц конкурса 2001 года использовали телеголосование, и Израиль был одной из них. 12 очков израильские телезрители присудили Испании и 3 очка России. Россия не присудила Израилю ни одного очка.

### Голосование
| Очки      | Страна                 |
| --------- | ---------------------- |
| 12 баллов |                        |
| 10 баллов | - Франция              |
| 8 баллов  |                        |
| 7 баллов  | - Турция               |
| 6 баллов  | - Босния и Герцеговина |
| 5 баллов  |                        |
| 4 балла   |                        |
| 3 балла   |                        |
| 2 балла   | - Греция               |
| 1 балл    |                        |

| Очки      | Страна     |
| --------- | ---------- |
| 12 баллов | Испания    |
| 10 баллов | Греция     |
| 8 баллов  | Швеция     |
| 7 баллов  | Дания      |
| 6 баллов  | Эстония    |
| 5 баллов  | Нидерланды |
| 4 балла   | Литва      |
| 3 балла   | Россия     |
| 2 балла   | Франция    |
| 1 балл    | Словения   |